# مشيخة الغزاة
مشيخة الغُزاة هي قوات عسكرية مغربية أقامها المرينيون قرب غرناطة في القرن السابع الهجري والثالث عشر ميلادي، لمتابعة الدفاع والجهاد عن ما تبقى من الأندلس، وكان لمشيخة الغزاة المغربيّة دور كبير في مساعدة أهل غرناطة على صد الشماليين. واستمرت تحت قيادة مغربية بين 670 هـ / 1271م إلى غاية 774 هـ / 1374م.

## تاريخ
بعد اشتداد الضغط الذي فرضته مملكة قشتالة على مملكة غرانطة لجأ حكامها إلى الاستنجاد بسلاطين المغرب، من بين هؤلاء السلطان المريني أبو يوسف يعقوب بن عبد الحق الذي جهز جيشا سنة 673 هـ / 1275م وعبر به البحر وهزم القشتاليين قرب مدينة استجه في موقعة الدونونية الشهيرة، ثم عبر البحر ثلاث مرات بعدها لوقف القشتاليين عند حدود غرناطة.
وباستمرار دخول المجاهدين من المغرب إلى الأندلس قرر قادة الجيش المغربي إنشاء مراكز للمرابطة فيها، ليكون العسكر على أهبة الاستعداد لمجاهدة الممالك الإسبانية، فعُرفت هذه المجموعة بـ «مشيخة الغزاة» ورئيسها باسم شيخ الغزاة، وهي مناصب عسكرية جديدة أُنشئت في تلك الفترة داخل الجيش المريني.
كان أغلب قادتها من أقارب السلطان المريني،
كان موسى بن رحو بن عبد الحق أول شیخ للغزاة وحدث ذلك سنة 670 ھ/ 1271 م، كما تولى بنو العلاء قيادة المشيخة، حيث تولى رئاسة المشيخة عبد الله بن أبي العلاء الذي توفى في عام 693 هـ، فتحولت القيادة إلى أخيه أبي سعد عثمان بن أبي العلاء، الذي تولى المشيخة الغزاة مدة 23 سنة، وظل يقاتل حتى توفي وعمره 88 سنة.
وتعتبر سنة 783 ھ / 1381 م آخر تاریخ وصلنا فیھ أخبار عن مشیخة الغزاة وهي تحت قیادة أمراء بنو نصر، بعد مغادرة آخر شیخ مریني لھذه الخطة وھو عبد الرحمن بن أبي یفلوسن سنة 774 ھ/ 1374م إلى المغرب.

### تراجع دور المشيخة
العلاقات بين السلطتين، الغرناطية والمغربيّة، لم تكن جيدة على الدوام. ونمت في أوقات أخرى أزمة من عدم الثقة شبيهة بأزمات مماثلة سابقة بين الأندلسيين وكل من المرابطين والموحدين الأمر الذي زاد ضعف غرناطة وفتح الطريق أمام الشماليين ثانية.
ضَعُفَ شأنُ مشيخة الغزاة بعد حدوث نزاع بين بني نصر وبعض سلاطين بني مرين وقلّت أهميتها. وكان هذا العامل من الأسباب المباشرة للتعجيل بسقوطِ دَولة غَرناطة وإضعافها. وسيطر الإسبان على كثيرٍ من مَواقع جيش الغُزاة المغربي القديمة، في الوقت الذي كان المدَدُ المغربيّ شريان الحياة الرئيسي سابقا.
كما أن قوة المرينيين لم تصل إلى درَجة قوّة المرابطين، أو الموحّدين في أيام قوتهم. خصوصا أن بني زيان طالَما أزْعَجُوا بني مرين، وكان لهذا أثره في إضعاف قُوّة بني مرين وشغلهم عن مَهمّة الجهاد في الأندلس.
أثر على العَلاقات الأندلسيّة المغربيّة في النصف الثاني من القرن الثامن وفاة السّلطان أبي الحسن المريني حيث دخل الْمَغرب في حال ضَعْف، وبدء انحلال دولة بني مَرِين، مما أدى إلى انقلابُ العلاقات بينهما إلى علاقات بلاط تغلبُ علَيها دسائسُ القُصور. فانقطعت الجُيوش المغربيّة عن العُبور إلى الأندلس لمقاتلة النصارى وتركتْ غرناطة من ذلك الحين إلى مصيرها داخل الجَزِيرة الإيبيرية وحدها.